# トゥールビヨン (時計)

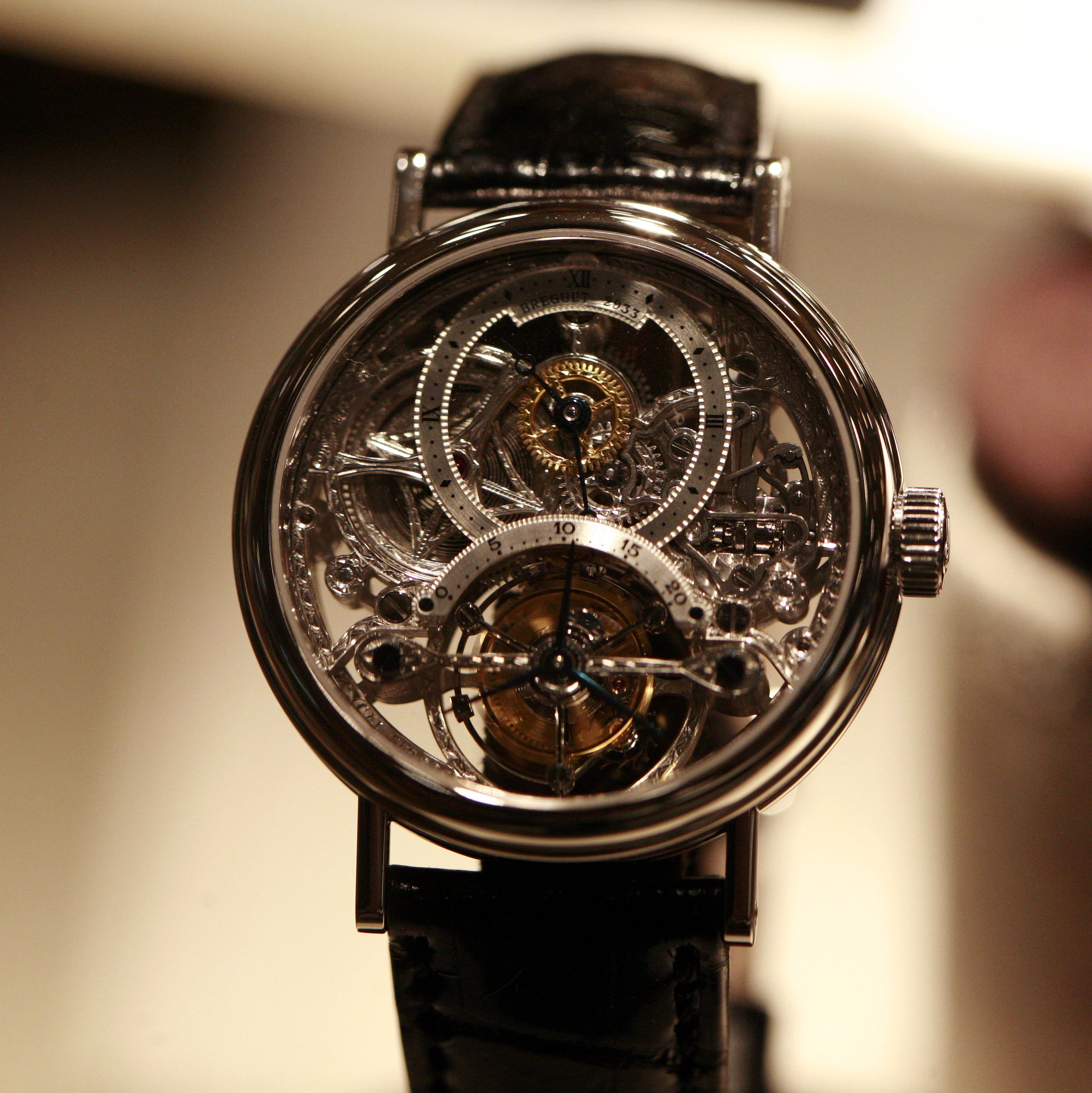
ブレゲのトゥールビヨン

トゥールビヨン（Tourbillon、フランス語で「渦」の意 ）は、懐中時計など可搬で任意の姿勢をとりうる（任意の方向に重力による加速度が掛かる）機械式時計において、内部の一部の構造全体を回転させることにより、姿勢差による系統的なズレをキャンセルし克服する機構ないしそれを採用した時計、および特にその中心部であるそのような脱進機のことである。「ツールビロン」「タービロン」とも呼ばれ、フランス人時計師アブラアム＝ルイ・ブレゲの発明がその嚆矢とされている。
部品の点数が増える、各部品を極めて軽くかつ高精度に作らなければならない、微妙な調整が必要で組み立てに高度な技術を要求される、1本製作するのに長い時間がかかるなどの理由で、トゥールビヨンは非常に高額であった。そのため長らく、パーペチュアル・カレンダー、ミニッツ・リピーター等と並ぶ最高級機械式時計の代名詞のひとつとなっていた。
しかしながら2000年以降、生産技術の発展等により量産され10万円未満で入手可能になるなどコストダウンの方向に進んだトゥールビヨンも現れ、他方、高級モデルの中にはキャリッジを立体的に回転させるものも現れるなど、多様化が進んでいる。日本人では2009年に浅岡肇が腕時計用の自社製トゥールビヨンムーブメントの開発に初めて成功した。
上述の通り技術の発展でトゥールビヨン自体も低価格になっているが、それ以上に他の高精度化技術（クオーツなど）の方が低価格である。そのため、搭載される時計は高級品とされる。

## 概要

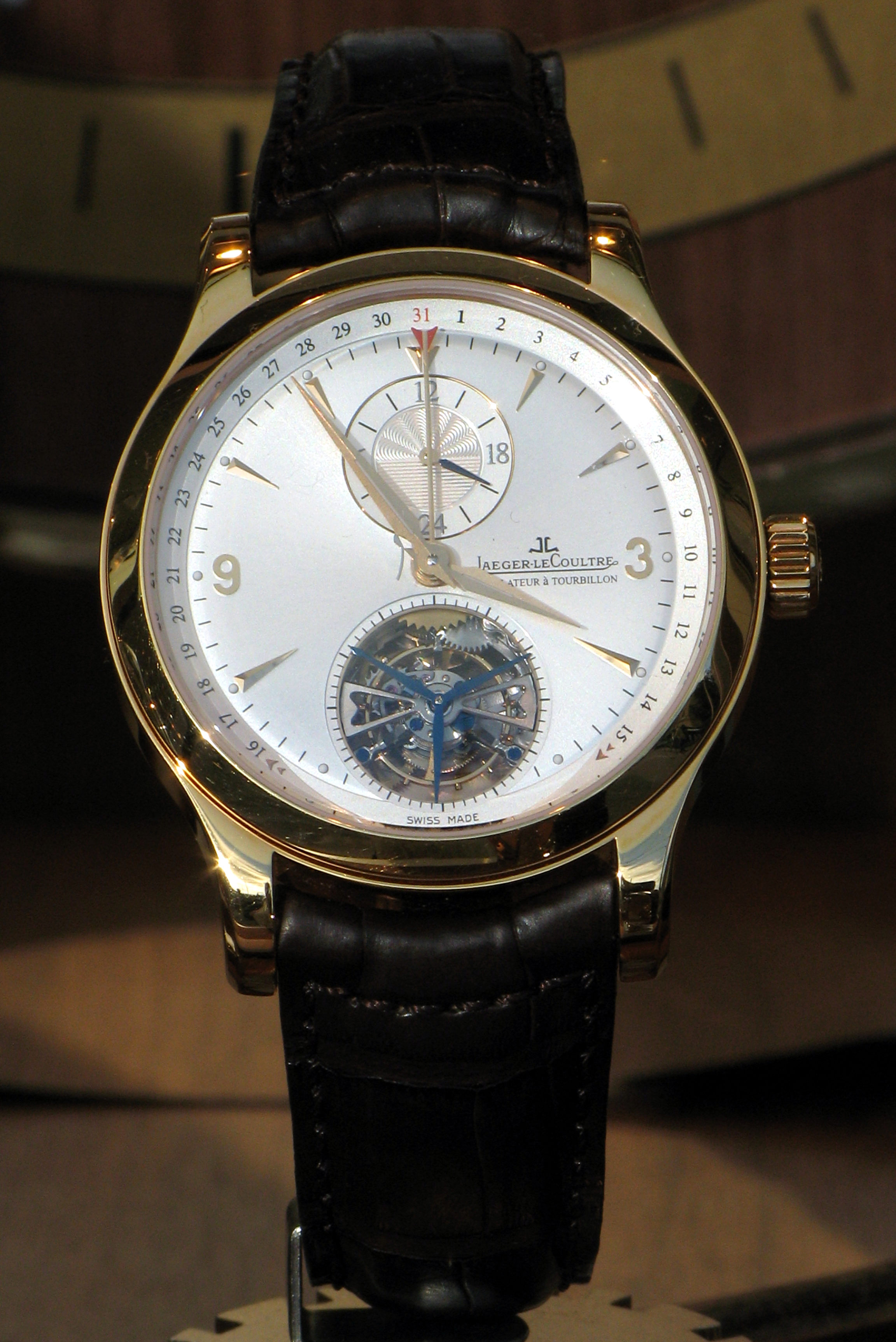
ジャガー・ルクルト トゥールビヨンムーブメントウォッチ

高精度なクロノメーターなどは、ある程度の動揺は受ける前提であるものの、基本的には船室などに固定され、一定の姿勢（たいていは水平）が保たれることを前提としている。これに対し懐中時計などはしばしば縦にされるため、脱進機の構造上避けられないバランスの偏りが重力の影響を受け、具体的には12時を上にしたときと6時を上にしたときで進度が異なってしまう。このような、時計の置き方による精度の狂いを「姿勢差」と呼ぶ。
トゥールビヨンは、4番車の上にガンギ車とアンクル、テンプ一式を取り付け、脱進器全体が回転（通常1分間に1回転）することにより、垂直方向の姿勢差を分散（平均化）させてこの問題を解決するものである。通常の時計では、香箱車（1番車。動力源となる主ゼンマイを格納すると同時に、時針の動きを制御）→2番車（60分で一周し、分針の動きを制御）→3番車（2番車と4番車の間を取り持つ中間車）→4番車（ガンギ車に絡み、60秒で1周するように調速される。秒針を回す）→脱進調速機（ガンギ車、アンクル、テンプ、ヒゲゼンマイからなり、4番車のスピードを制御し、主ゼンマイが一気にほどけることも防止する）、という具合に機構が連なっている。
トゥールビヨンでは、脱進調速機一式を、回転するキャリッジ（ケージ＝篭）に収める。上記の歯車のうち、4番車はキャリッジの下に固定される（動かない）。その4番車のさらに下で、通常は中間車に過ぎない3番車がキャリッジの回転軸のカナ（カナ＝小歯車、ピニオンとも言う）に絡み、キャリッジを回転させる動力を伝達している。そして、ガンギ車と同軸にあるガンギカナがキャリッジ下の4番車に絡んでいる。ガンギ車が回転すれば、それに応じてガンギカナも回転する。そして、ガンギカナとガンギ車は同調して回転しながら、固定された4番車の周囲を巡ることになる。その動きに連動して脱進機を収めたキャリッジ全体の回転が調速される機構になっている。現在の時計の場合、このキャリッジは1分で1回転し、スモールセコンドの役割も果たすことがある（なお、ブレゲが発明したトゥールビヨンは4分で1回転だった）。
精度を司るメカニズムである脱進調速機が、こうして回転するため、時計がひとつの姿勢に固定されていても、脱進調速機に掛かる重力の方向は刻々と変わることになり、影響も分散されることになる。特に重要なのは、等時性を生み出すテンプの動きを律するヒゲゼンマイである。重力が一方向から掛かり続けると、ヒゲゼンマイはその方向へとたわみ、変形を生じ、規則的な動き＝等時性が阻害されるようになる。このように重力の悪影響を打ち消せることが、トゥールビヨンの最大のメリットである。それ故に、ポケットの中で長時間かつ任意の姿勢となってしまう懐中時計において、クォーツ時計が発明されるまでは精度を追求するために有効な機構であった。

## 歴史

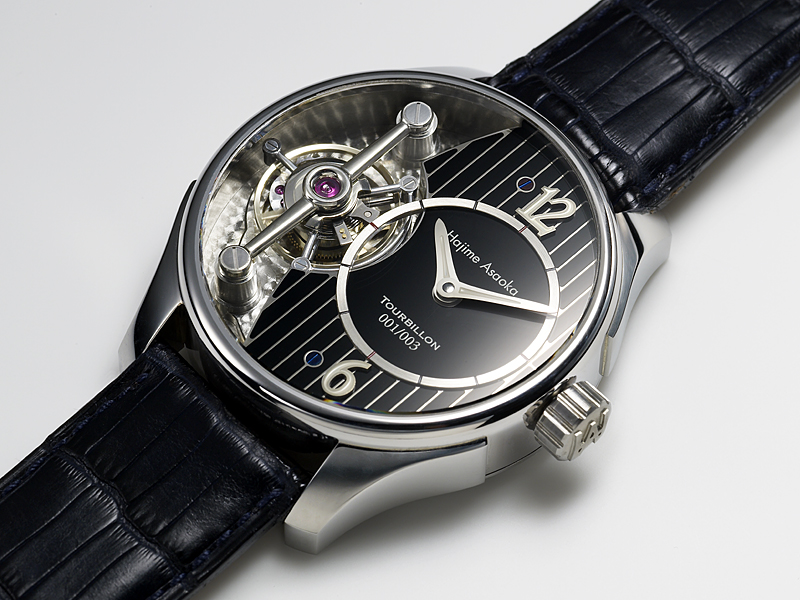
浅岡肇による、国産初のトゥールビヨン腕時計

ブレゲがトゥールビヨンを発明した時期ははっきりしないが、1801年6月26日にトゥールビヨンの特許を取得している。
その時代はまだ腕時計が登場する前であり、携帯用の時計とは懐中時計のことであり、懐中時計は携帯中でもポケットの中で同じ姿勢が保たれるため、姿勢差の補正は有効だった。
初めてトゥールビヨンを腕時計に搭載したのはフランスブランドのLIPで1930年のことである。その後姿勢差減少を目的に1947年にオメガ、1948年にパテック・フィリップが相次いで開発し天文台コンクールに出品したが、腕時計は小型化が難しいうえ、懐中時計と違い様々な姿勢を取るため、一方向の姿勢差しか補正できない当時のトゥールビヨンの成績は悪く、精度追求の手法としてはテンプの大径化や高振動化が主流となった。さらに1960年代末からのクォーツ革命により機械式時計とともに衰退した。

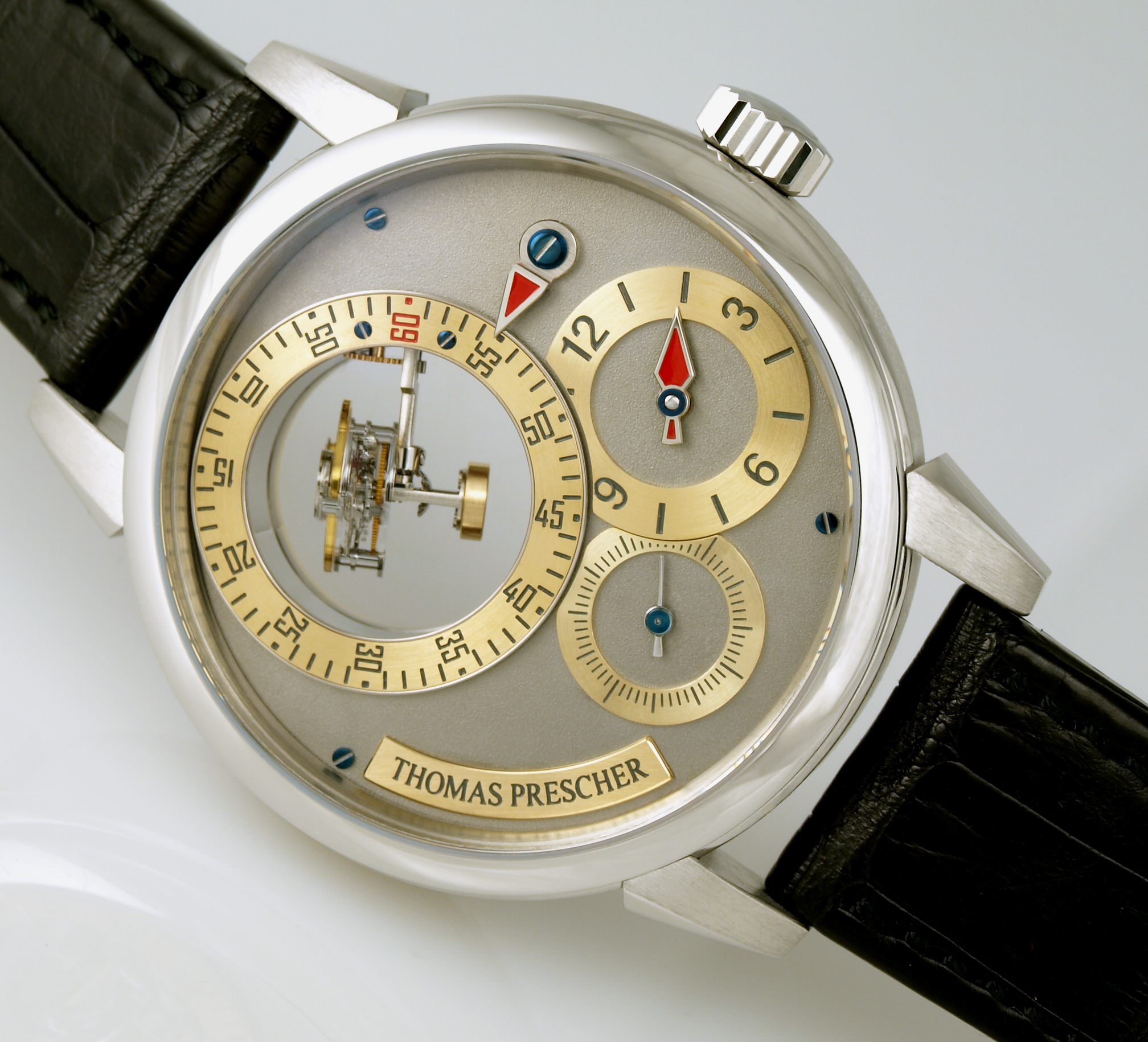
トーマス・プレシャーによる3Dトゥールビヨン

1983年に時計ブランドとしてのブレゲ（当時はショーメがブレゲのブランドを所有していた）がトゥールビヨンを腕時計で復活させて以降、1980年代後半からの機械時計ブームに乗って「見せるため」の高級機構として復権を果たした。この頃には「製造できる時計師は世界で10人しかいない」等と言われ、製造・販売できるのは高級時計メーカーに限られた。その後は工作機械の高性能化もあり、トゥールビヨン腕時計の精度も大幅に向上した。
近年になって多数のメーカーが製作するようになり、1992年には矯大羽がアジアで初めてトゥールビヨン腕時計を製造、バーゼル・フェアで発表した（ただし、一つを除いて非売品だった）。日本では2005年にケンテックスがトゥールビヨン腕時計を50万円台で発表（トゥールビヨン自体は中国シーガル社のものを使用）。2009年には独立時計師の浅岡肇が国産初のトゥールビヨン腕時計（日本で初めて自社製トゥールビヨンムーブメントを搭載した腕時計）を発表、BRUTUSに掲載された。2011年に改良型を「Tourbillon #1」として発売した。浅岡肇はその後も2014年に「プロジェクトT」、2016年「トゥールビヨン・ピュラ」を発売。2016年にはセイコーの高級部門「クレドール」が初めてのトゥールビヨンモデル（5500万円、限定生産）を発表。翌2017年には、シチズンが大丸百貨店創業300周年を記念してトゥールビヨン腕時計を2個制作し、1000万円で販売した。
2016年、タグ・ホイヤーがクロノメーター認証を受けたトゥールビヨン搭載クロノグラフ「カレラ ホイヤー02T」を170万円台で発表し、反響を巻き起こした。スイスのメーカーにおいてはこのような低価格化と、立体式やダブルトゥールビヨン（ジャガールクルト他）などの高価格化が同時に進行している。